# Mali Lamkuta
Mali Lamkuta is een bestuurslaag in het regentschap Pidie van de provincie Atjeh, Indonesië. Mali Lamkuta telt 237 inwoners (volkstelling 2010).